# 渡久地聡美
渡久地 聡美（とぐち さとみ、1968年11月27日 - ）は、日本のプロボクシングジム会長、旧姓生田（いくた）。千葉県出身。

## 来歴・人物
千葉県立印旛高等学校卒業後、プロボクサーになって間もない渡久地隆人（後のピューマ渡久地）と知り合う。渡久地がボクシングから離れているブランクの頃より交際を始め、1993年8月5日入籍、
渡久地の現役時代から、渡久地のダイエットメニューを管理し、食事法、栄養学、スポーツ心理学、筋肉学など、体作りの研究を続ける。
渡久地の引退後、東京都内に「ピューマ渡久地ボクシングジム」を立ち上げるがストレスが絶えず、2006年に離婚。その後、渡久地は記憶障害を発症して、故郷の沖縄に帰って療養することになる。残されたジムには元妻の聡美が会長に就任して選手を育成し、2020年時点でコブラ諏訪、デスティノ・ジャパンなど3人のプロボクサーが在籍している。

## 書籍
- 「餃子ダイエット」（2013年6月12日発売、渡久地聡美 著、幻冬舎）